# Station Wittebrug-Pompstation
Station Wittebrug-Pompstation was een spoorwegstation in Scheveningen en onderdeel van de Hofpleinlijn. Het station werd geopend op 1 mei 1907.
Station Wittebrug-Pompstation was gelegen nabij de Pompstationsweg. Het ontwerp van het station was identiek aan dat van Station Renbaan-Achterweg.
Op 4 oktober 1953 werd het station en de spoorlijn opgeheven. Het stationsgebouw is als enig overgebleven stationsgebouw op dit traject nog steeds te vinden aan de Van Alkemadelaan bij de kruising met de Pompstationsweg. Het is een gemeentelijk monument. Verderop naar Scheveningen is nog een dienstwoning aanwezig. De oude spoorbaan richting Wassenaar is nu deels fietspad en loopt achter het gebouw langs.